# 싱하사리 왕국
싱하사리 왕국(Singhasari kingdom, 자와어: ꦏꦫꦠꦺꦴꦤ꧀ꦱꦶꦔ꧀ꦲꦱꦫꦶ 혹은 Karaton Singosari, 인도네시아어: Kerajaan Singasari) 혹은 투마펠(Tumapel)은 13세기 인도네시아 자와의 힌두-불교 제국의 하나로서, 1222년부터 1292년까지 자바 동부에 위치하고 있었다. 싱하사리는 자바 동부의 지배적인 제국으로서 케디리 왕국을 이었다. 싱하사리라는 이름은 현재 인도네시아 말랑(Malang)의 북부 수 킬로미터 지점에 위치한 말랑 카부파텐의 싱고사리와 어원이 같다.

## 어원
싱하사리 혹은 싱고사리는 파라라톤(Pararaton) 등 자와어 문헌에 언급되었다. 전승에 의하면, 켄 아록(Ken Arok)이 왕국을 건설하는 과정에서 옛 이름 투마펠(Tumapel)을 대체하여 붙인 것이다. 투마펠은 오늘날 말랑(Malang)과 그 주변에 해당하는 비옥한 고지대에 있었다. 산스크리트어로 '싱하(singha)'는 사자(lion)를 의미하며, '사리(sari)'는 고대 자와어로 정수 혹은 잠들다를 의미한다. 즉 싱하사리는 '사자의 정수' 혹은 '잠자는 사자'라는 뜻이다. 비록 사자는 자와의 토종 동물은 아니지만 사자의 상징적 묘사는 인도네시아 문화에서 흔하므로 힌두교-불교 상징의 영향에서 유래한 것이다.

## 역사

### 건국
싱하사리는 켄 아록(Ken Arok, 1182–1227/1247)이 건립하였다. 그의 이야기는 자바 중부와 동부에서 유명한 민담으로 전해지고 있다. 켄 아록의 전기와 싱하사리 초기 역사 대부분은 파라라톤(Pararaton)에서 나온 것으로, 여기에는 신화적인 측면도 포함되어 있다. 켄 아록은 케디리 왕국에서 켄 엔독(Ken Endok)이라는 여인과 이름 모르는 아버지(일부 이야기에서는 브라흐마Brahma라는 신의 아들로 묘사되어 있음) 사이에서 태어난 고아였다.
켄 아록은 투마펠 군주 퉁굴 아메퉁(Tunggul Ametung)의 하인에서 자바 군주가 된 인물이다. 그는 싱하사리 왕국과 마자파힛 제국(Majapahit empire) 왕실 계통인 라자사 왕조(Rajasa dynasty)의 창립자로 여겨지고 있다. 케누아록은 퉁굴 아메퉁을 살해하였고, 후에 퉁굴 아메퉁의 아들 아누사파티(Anusapati)에게 보복 살해되었다.:185–187 켄 아록의 아들 판지 토자야(Panji Tohjaya)는 아누사파티를 암살하였고 왕위에 올랐지만, 1248년 조카의 반란에 의하여 불과 수 개월만에 쫓겨났다. 조카 랑가 우니(Ranga Wuni)와 마히사 참파카(Mahisha Champaka) 두 사람은 비슈누바르다나(Vishnuvardhana)와 나라심하무르티(Narasimhamurti)라는 명의로 공동 통치를 하였다.:188

### 확장
1275년, 제5대 싱하사리 군주이자 1254년부터 아버지 비슈누와르다나 국왕을 대신하여 국정을 운영하며 실질적으로 싱하사리 대권을 장악한 크르타나가라(Kertanegara, 혹은 케르타나가라Kertanagara, 재위 1268-1292)는 스리비자야(Srivijaya)의 잔존 세력을 정벌하기 위한 평화로운 해군 원정을 단행,:198 실론(Ceylon) 해적의 연이은 노략과 1025년 스리위자야 케다(Kedah)를 정복한 촐라 제국(Chola kingdom)의 공격에 대응하고자 하였다. 말라야 왕국( Malaya kingdoms)들 가운데 가장 강력한 것은 잠비(Jambi)였다. 잠비는 1088년 스리비자야 수도를 함락하였고, 후에 다르마스라야 왕국(Dharmasraya Kingdom) 혹은 믈라유 왕국(Melayu Kingdom)과 싱가포르의 테마섹 왕국(Temasek Kingdom)으로 이어졌다.
파말라유 원정(Pamalayu expedition)은 마헤사 아나브랑(Mahesa Anabrang, 혹은 아드와야 브라흐만Adwaya Brahman) 장군의 지휘 하에 말라야(Malaya) 지역으로 출동하는 정벌 작전이었다. 이등은 잠재적인 몽골과 해적의 침략에 맞서서 '해양 실크로드(Maritime Silk Road)'라고 하는 말라얀 해협(Malayan strait)을 안정시킨다는 목적을 가지고 있었다. 이후 말라야 왕국들은 국왕에게 충성을 맹세하였다. 크르타나가라는 중국에서 인도로 가는 해로를 통제하는 지역의 해양 제국으로서 스리비자야를 능가하고자 하는 바람을 오랫동안 품고 있었다.
싱하사리 왕국부터 마자파힛 제국에 이르는 1275년부터 1292년까지 수행된 파말라유 원정은 자와의 권축 서사인 나가라케르타가마(Nagarakertagama)에 연대기로 작성되어 있다. 이로 인해 싱하사리의 영역은 마자파힛의 영역이 된다. 1284년, 크르타나가라는 발리(Bali)로 떠나는 호전적인 성격의 정벌인 파발리 원정(Pabali expedition)을 주도하였다. 이로 인해 발리가 싱하사리의 영역이 되었다. 국왕든 또한 보병대, 원정대, 사절단을 주변국 순다 갈루 왕국(Sunda-Galuh Kingdom), 파항 왕국(Pahang Kingdom), 보르네오(칼리만탄)의 발라카나 왕국(Balakana Kingdom), 말루쿠의 구룬 왕국(Gurun Kingdom)으로 보내었다. 또한 참파(Champa) 국왕과도 동맹을 맺었다.
1290년 크르타나가라는 자와와 발리로부터 스리위자야 영향을 제거하였다. 그러나 원정은 싱하사리의 국방력을 소모시켰고, 후에 크르타나가라에 대한 암살 음모까지 이르게 하였다.

### 몽골군과의 대립

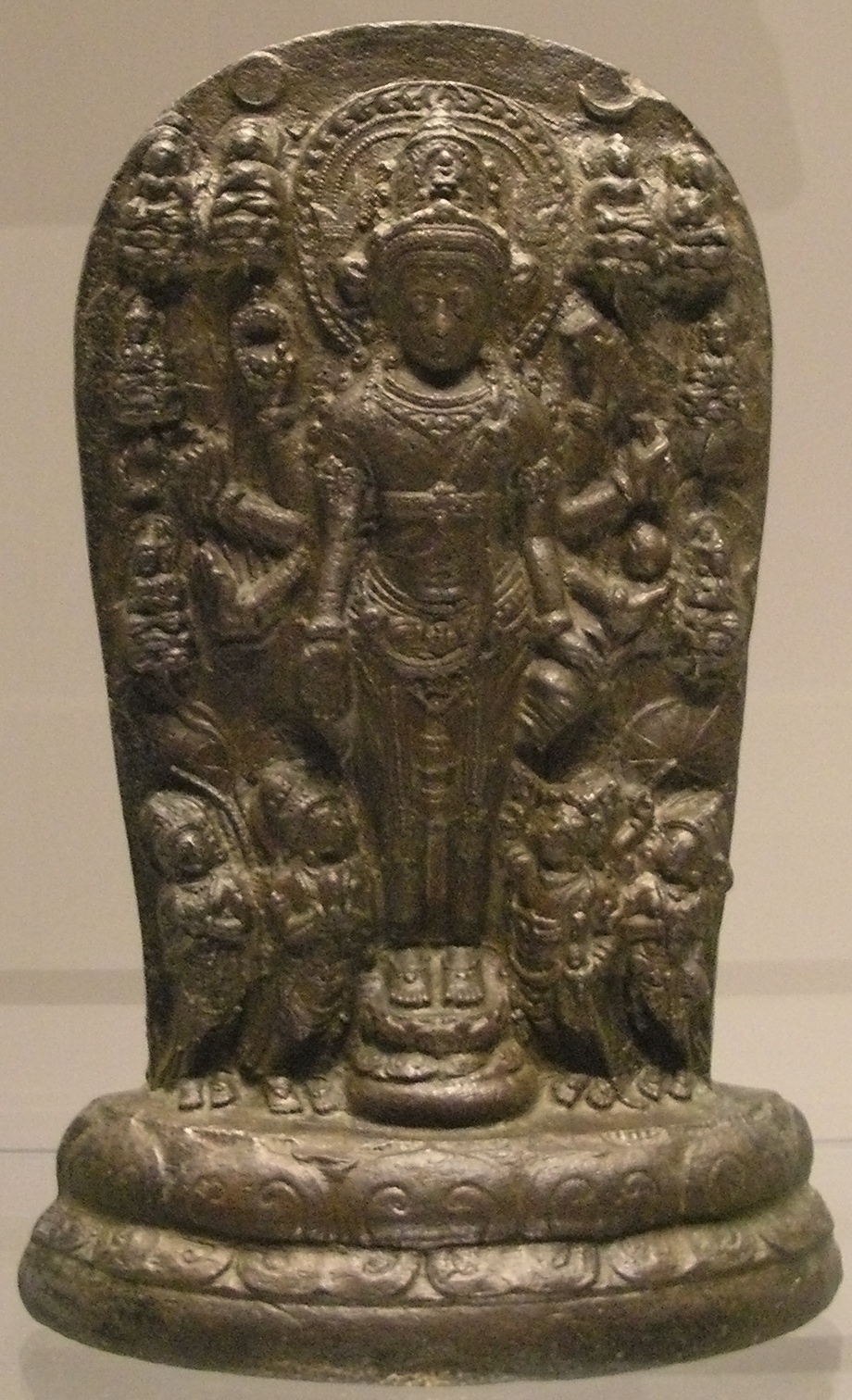
싱하사리 시기 아모가파사(Amoghapāśa)의 만달라(mandala)

싱하사리와 후계 왕국인 마자파힛은 1293년 몽골군을 격퇴하여 몽골군의 침략을 저지한 몇 안되는 아시아 국가 중 하나였더. 말라얀 반도(Malayan peninsula) 무역풍의 중심이자, 싱하사리의 부상과 영향력과 경재적 풍요는 원(元)의 황제 쿠빌라이 칸(Kublai Khan)의 주목을 끌었다. 게다가 싱하사리는 역내 또다른 강국 참파와 동맹이었다. 파간 전투(Battle of Pagan) 등을 통하여, 자와와 참파 모두 몽골이 이웃 국가를 침략하고 약탈하는 것을 우려하였다.

이후 쿠빌라이 칸은 사절단을 파견하여 자와의 항복과 조공을 요구하였다. 1280년, 쿠빌라이칸은 크르타나가라에게 첫 사절단을 보내어 싱하사리의 복속과 조공을 요구하였다. 그의 요구는 거절되었다. 1281년, 쿠빌라이 칸은 다시 사절을 보내어 같은 요구를 제시하였지만 다시 거절되었다. 1289년, 마지막 사절이 파견되어 다시 같은 요구를 제시하였지만 크르타나가라는 또다시 거절하였다.:198

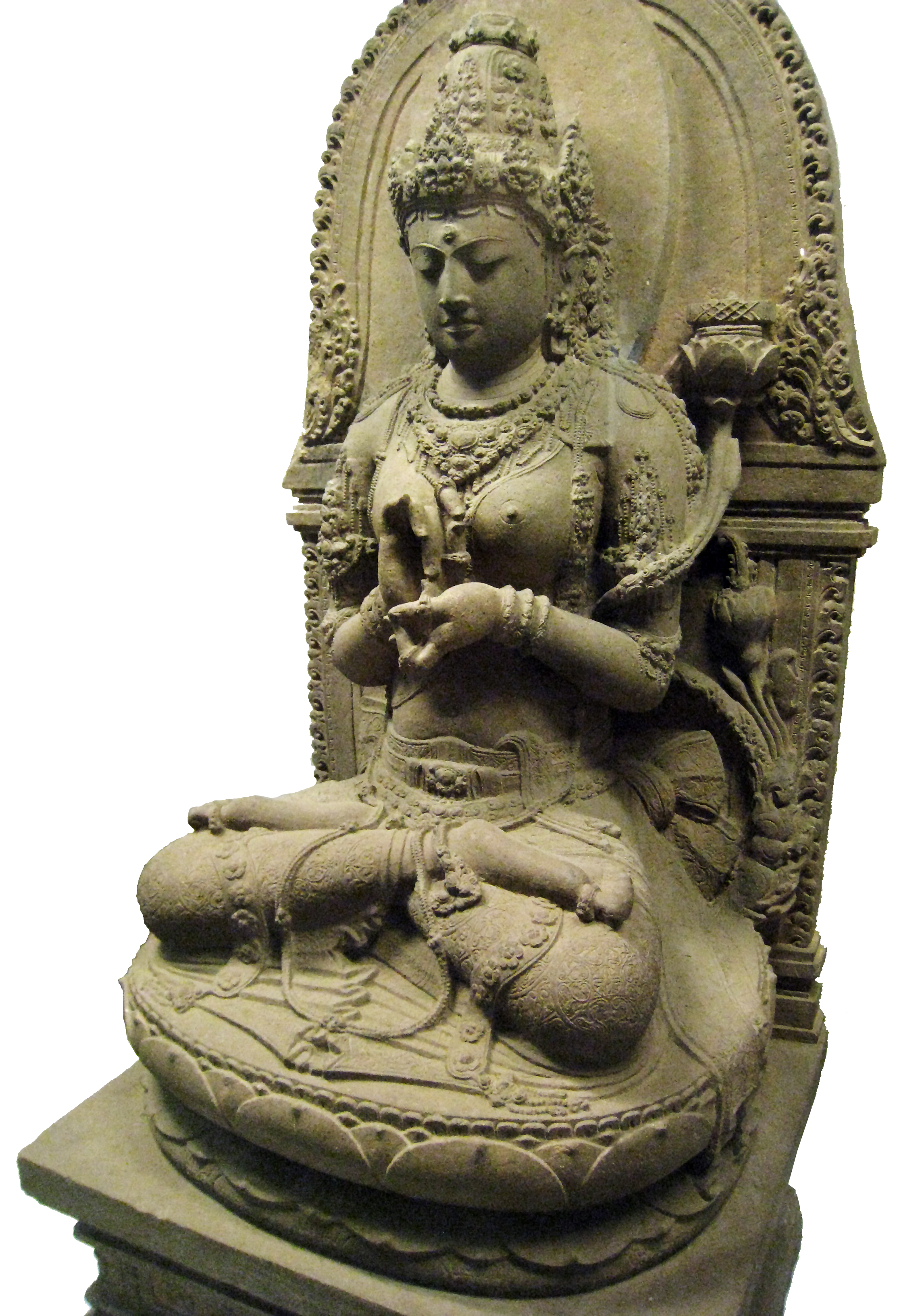
싱하사리 사원에서 발굴된 반야바라밀다(Prajnaparamita) 불상은 켄 아록의 아내 켄 데데스(Ken Dedes) 왕비의 모습을 본뜬 것으로 전해지고 있다. 인도네시아 국립박물관(National Museum of Indonesia) 소장.

 싱하사리 궁정에서 크르타나가라는 쿠빌라이칸의 사절을 욕보이며, 원의 사신 맹기(孟琪)의 얼굴에 상처를 내었다. 일부 사료는 크르타나가라가 직접 맹기의 귀를 잘랐다고 전한다. 맹기 등은 돌아가 상처를 보여주며 크르타나가라의 회답을 대신하였다.
이에 분노한 쿠빌라이 칸은 1292년 문죄를 위한 전함 정크(junk) 1천척을 보내었고, 1293년초 자와 투반(Tuban) 연안에 도착하였다.
크르타나가라의 군대는 널리 퍼져 있었고 도처에 배치되어 있었던 가운데, 그는 전대의 케디리 왕국 왕실이 일격을 준비하고 있었다는 것을 몰랐다.

### 멸망

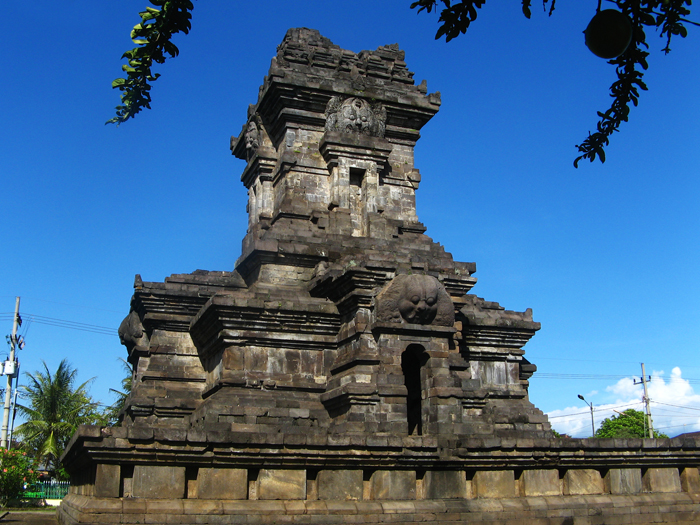
마지막 왕 크르타나가라를 기리기 위하여 건립된 보시 사원.

1292년, 케디리 왕국 혹은 겔랑-겔랑(Gelang-gelang)으로 알려진 다하 왕국(Kingdom of Daha) 출신의 봉신(封臣) 부파티(Bupati) 자야카트왕(Jayakatwang)은 싱하사리 정벌 군대를 마련하였고 국왕을 시해하려 하였다. 그는 마두라 섬(island of Madura)의 수메넵(Sumenep) 출신 부파티 아르야 위라라자(Arya Wiraraja)의 도움을 받았다.:199
케디리(겔랑-겔랑) 군대는 남과 북에서 싱하사리를 협공하였다. 케르타나가라는 북부의 침공만을 인지하고 사위 나라르야 상그라마위자야(Nararya Sanggramawijaya), 즉 비공식 이름으로는 '라덴 위자야(Raden Wijaya)'를 북부로 보내어 반란을 진압하고자 하였다. 북부 케디리군은 궁지에 몰렸지만, 남부 케디리군이 싱하사리에 감지되지 않은 채로 침투하여 수도 쿠타라자(Kutaraja)에 이르러 약탈하는데 성공하였다. 탄트라(Tantra) 성례(聖禮) 기간에 자야카트왕은 왕위를 찬탈하고 케르타나가라를 시해하였으며, 이로 인해 싱하사리는 멸망하였다.
케디리의 배반으로 싱하사리 수도가 함락된 소식을 들은 라덴 위자야는 싱하사리를 지키려 했지만 실패했다. 그는 동료 랑갈라웨(Ranggalawe), 소라(Sora), 남비(Nambi)와 함께 같은 부파티이자 남비의 부친이기도 한 마두라의 아르야 위라라자에게 가서 망명 생활을 하였다. 그러나 이후 아르야 비라라자는 자야카트왕에게 귀순하였다. 아르야 위라라자의 후원 하에 라덴 위자야는 자야카트왕에게 항복하는 척했으며, 새로운 국왕 자야카트왕의 호의를 얻었다. 자야카트왕은 라덴 위자야에게 아르주나산(Mount Arjuna) 북쪽 타릭숲(Tarik forest)이라는 황무지에 정착하는 것을 허락했다. 이곳에서 라덴 위자야는 목귤(木橘, Aegle marmelos) 혹은 마자(Maja)라는 쓴 과일이 많다는 것을 발견하였고, 훗날 세우게 되는 나라 이름을 마자파힛(Majapahit, '쓴 마자'라는 뜻)이라 하였다.

### 마자파힛의 건국

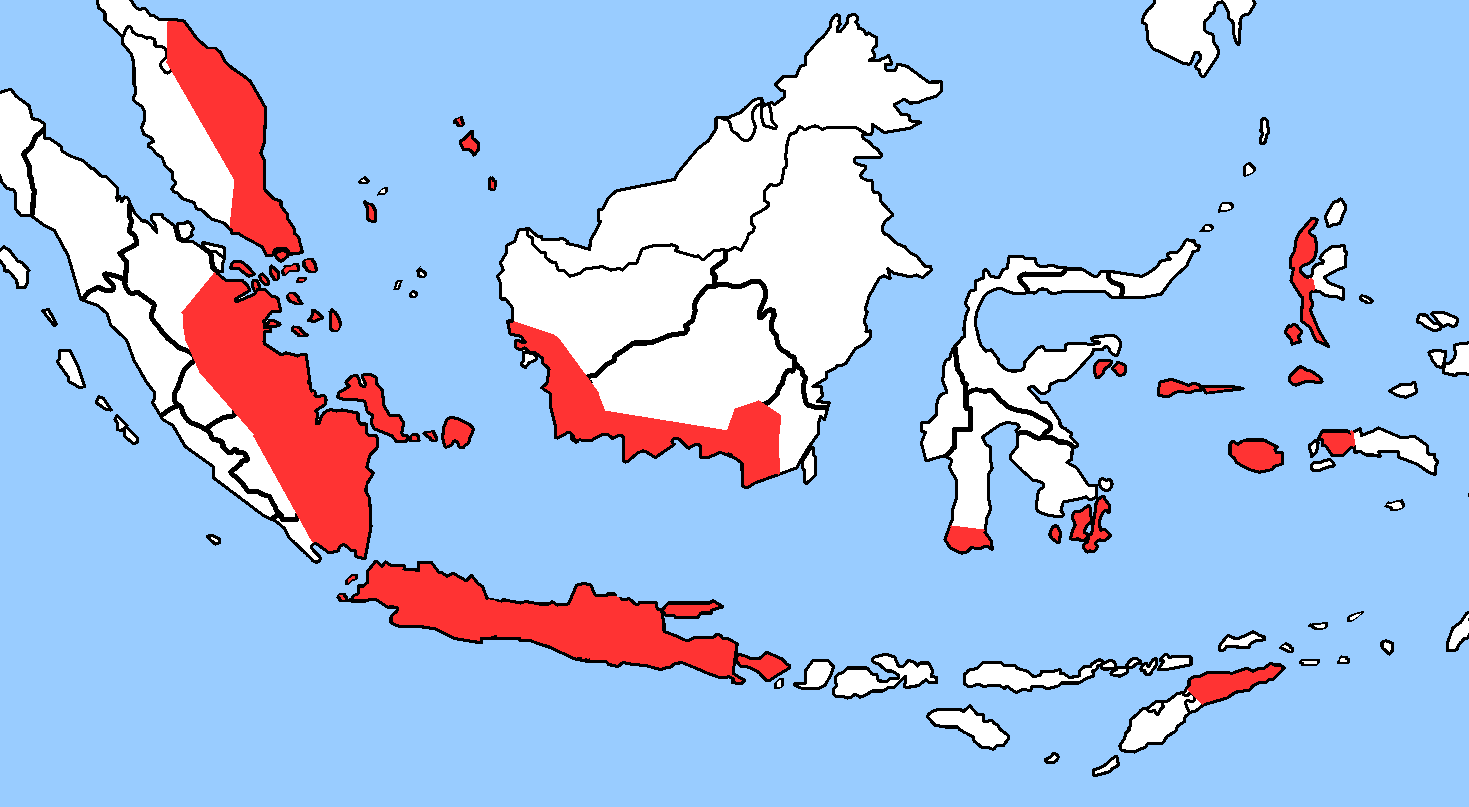
1291년 최전성기의 마자파힛 판도

1293년 초, 몽골의 자바 침략 당시 원의 해군은 자와섬 북안의 투반 인근과 브란타스강(Brantas River) 하구에서 싱하사리를 공격하려 하였다. 라덴 위자야는 몽골군을 이용하여 자야카트왕을 전복하려 하였다. 1293년 3월, 라덴 위자야의 군대는 몽골군과 연합, 브란타스강의 지류인 칼리마스강(Kali Mas River) 바닥에서 몽골군과 자야카트왕의 다하 출신 군대 사이에서 전투가 이어졌다. 이후 몽골군은 라덴 위자야의 군대를 공격하는 다하군을 공격하였다. 몽골군은 맹공을 가하여 자야카트왕의 항복을 받았고 자야카트왕은 처형되었다.
자야카트왕 제거 이후, 라덴 위자야는 몽골군에게 공격을 가하였고, 1293년 5월 31일, 몽골군은 자와섬에서 철군하였다.:200–201
1293년 11월 12일, 라덴 위자야는 케르타네가라의 사위 자격으로 케르타자사 자야와르다나(Kertajasa Jayawardhana)라는 칭호와 함께 왕위에 올랐다. 이가 바로 마자파힛 제국(Majapahit empire)의 시조이다.

## 군주 목록

싱하사리와 마자파힛의 왕실인 라자사 왕조 계보도. 군주는 재위 기간이 적혀 있음.

- 켄 아록(Ken Arok, 1222–1227)[2]:185–187
- 아누사파티(Anusapati, 1227–1248)[2]:187–188
- 판지 토자야(Panji Tohjaya, 1248)[2]:188
- 비슈누바르다나-나라심하무르티(Vishnuvardhana-Narasimhamurti, 1248–1268)[2]:188
- 케르타네가라(Kertanegara, 1268–1292)[2]:188

## 같이 보기
- 마자파힛 제국